# Dakota County, Minnesota
Dakota County är ett administrativt område i delstaten Minnesota i USA, med 398 552 invånare. Den administrativa huvudorten (county seat) är Hastings.

## Politik
Dakota County röstar i regel på demokraterna. Demokraternas kandidat har vunnit området i 71 procent av alla presidentval sedan 1960. I valet 2016 vann demokraternas kandidat med siffrorna 47,7 procent mot 43,1 för republikanernas kandidat. Även historiskt har demokraterna varit starka i området.

## Geografi
Enligt United States Census Bureau har countyt en total area på 1 519 km². 1 475 km² av den arean är land och 43 km² är vatten.

### Angränsande countyn
- Ramsey County - nord
- Washington County - nordost
- Pierce County, Wisconsin - öst
- Goodhue County - sydost
- Rice County - sydväst
- Scott County - väst
- Hennepin County - nordväst

### Orter
- Apple Valley
- Burnsville
- Coates
- Eagan
- Farmington
- Hampton
- Hastings (huvudort, delvis i Washington County)
- Inver Grove Heights
- Lakeville
- Lilydale
- Mendota
- Mendota Heights
- Miesville
- New Trier
- Northfield (delvis i Rice County)
- Randolph
- Rosemount
- South St. Paul
- Sunfish Lake
- Vermillion
- West St. Paul